# Protoglossum
Protoglossum — рід грибів родини Cortinariaceae. Назва вперше опублікована 1891 року.